# تشارلز بي. ويفر
تشارلز بي. ويفر هو سياسي أمريكي، ولد في 14 مارس 1851 في لويفيل في الولايات المتحدة، وتوفي بنفس المكان في 21 نوفمبر 1932.